# The Matrix Revolutions
The Matrix Revolutions er en amerikansk science fiction-film fra 2003. Det er den tredje film i Matrix-trilogien og er instrueret af Wachowski søskendeparret. Blandt de medvirkende kan nævnes Keanu Reeves, Laurence Fishburne, Carrie-Anne Moss og Hugo Weaving.

## Handling
Maskinerne nærmer sig med foruroligende hastighed menneskehedens sidste bastion, Zion. Og Neo, Morpheus og Trinity forbereder sig på den endelige dyst.

## Medvirkende
- Keanu Reeves som Neo
- Laurence Fishburne som Morpheus
- Carrie-Anne Moss som Trinity
- Hugo Weaving som Smith
- Jada Pinkett Smith som Niobe
- Mary Alice som The Oracle
- Harry J. Lennix som Commander Lock
- Harold Perrineau som Link
- Lambert Wilson som The Merovingian
- Monica Bellucci som Persephone
- Nona Gaye som Zee
- Anthony Zerbe som Councillor Hamann
- Nathaniel Lees som Captain Mifune
- Collin Chou som Seraph
- Ian Bliss som Bane
- Helmut Bakaitis som The Architect
- Tanveer K. Atwal som Sati
- Bruce Spence som Trainman
- Gina Torres som Cas
- Clayton Watson som Kid
- Cornel West som Councillor West
- Bernard White som Ramachandra
- David Roberts som Captain Roland
- Anthony Wong som Ghost
- Tharini Mudaliar som Kamala
- Maurice J. Morgan som Tower soldier